# Charlotte Lütkens
Charlotte Lütkens, geborene Charlotte Mendelsohn, (* 26. Dezember 1896 in Erfurt; † 18. März 1967 in Bonn) war eine deutsche Soziologin.

## Leben
Charlotte Lütkens wurde 1920 an der Ruprecht-Karls-Universität Heidelberg mit einer Arbeit über Wandlungen des liberalen England durch die Kriegswirtschaft promoviert. Sie hatte bei Alfred Weber und Emil Lederer in Heidelberg und bei Franz Oppenheimer in Berlin studiert. Von 1920 bis 1922 war sie internationale Sekretärin beim Parteivorstand der SPD, von 1923 bis 1927 arbeitete sie als Auslandskorrespondentin der Frankfurter Zeitung. 1921 heiratete sie Gerhart Lütkens, sie hatten einen Sohn. 1937 emigrierte sie wegen ihrer jüdischen Herkunft nach Großbritannien, wo sie zunächst als wissenschaftliche Assistentin von Karl Mannheim an der London School of Economics tätig war und dann als Soziologie-Dozentin an der University of London.
Charlotte Lütkens kehrte 1949 nach Deutschland zurück, ab 1955 war sie Mitglied im Vorstand der Deutschen Gesellschaft für Soziologie.
Eine ihrer wichtigsten soziologischen Aussagen war die Warnung vor der Überbewertung kleiner Gemeinschaften, denn diese fänden die Rechtfertigung ihrer Existenz erst im Rahmen großer Gruppen. Man habe also ein Gleichgewicht der verschiedenen gesellschaftskonstituierenden Gruppen anzustreben und keine besonders zu fördern.

## Schriften (Auswahl)
- Ausbau und Abbau der Kohlenplanwirtschaft in England, v. Zahn & Jaensch, Dresden 1921
- Die deutsche Jugendbewegung. Ein soziologischer Versuch, Frankfurter Societäts-Druckerei, Frankfurt am Main 1925
- Staat und Gesellschaft in Amerika, J. C. B. Mohr, Tübingen 1929
- Women and a New Society , Adprint London 1946
- The Myth of the Small Group, in: Festgabe für Alfred Weber, 1948
- Das Bild vom Ausland, Oldenbourg, München 1959